# A szerelem hajnalán
A szerelem hajnalán è il settimo album in studio del gruppo musicale ungherese Ámokfutók, pubblicato nel 2000 dalla Magneoton.

## Tracce
1. Érted fáj… – 4:00
2. Te legyél! – 4:06
3. A szerelem hajnalán – 4:14
4. Ha dalunk egyszer véget ér… – 5:02
5. Higgy nekem! – 4:02
6. Szívem ajtaján – 4:11
7. Álmomban szállj tovább! – 3:55
8. Nem akarok várni! – 4:12
9. Ezerrel zúg a nyár (feat. Picasso Branch) – 3:38
10. Csókolj, baby! – 3:28
11. Ezüst eső - Singing in the Rain (2000 Remix) – 4:40
12. Temess el szerelmedbe (Silver Tears Remix) – 4:54
13. Érted fáj… (Karaoke) – 4:00

Traccia bonus nell'edizione fisica
1. Érted fáj… (Unplugged Acoustic Version) – 3:40

## Classifiche
| Classifica (2000) | Posizione massima |
| ----------------- | ----------------- |
| Ungheria          | 1                 |